# Stripped (албум на Кристина Агилера)
Вижте пояснителната страница за други значения на Stripped.
„Stripped“ е четвъртият студиен албум на американската поп изпълнителка Кристина Агилера, издаден през 2002. Достига върха на две национални класации за албуми, тези на САЩ и Обединеното Кралство като във Великобритания двата сингъла „Dirrty“ и „Beautiful“ стават номер едно. Албумът разкрива скрити места от душата на Кристина Агилера и как от малко момиче с невинни очи се превръща в силно сексуална жена. (песните „Dirrty“ и „I'm OK“). Нецензурираното видео на „Dirrty“ (в някои страни забранено поради прекаленното сексуално освобождаване) показва стила на обличане на Агилера за момента. Албумът е популяризиран в турнетата Justified and Stripped и Stripped World Tours.

## Списък с песни
1. „Stripped Intro“ – 1:39
2. „Can't Hold Us Down“ (с Lil' Kim) – 4:15
3. „Walk Away“ – 5:47
4. „Fighter“ – 4:05
5. „Primer Amor Interlude“ – 0:53
6. „Infatuation“ – 4:17
7. „Loves Embrace Interlude“ – 0:46
8. „Loving Me 4 Me“ – 4:36
9. „Impossible“ – 4:14
10. „Underappreciated“ – 4:00
11. „Beautiful“ – 3:58
12. „Make Over“ – 4:12
13. „Cruz“ – 3:49
14. „Soar“ – 4:45
15. „Get Mine, Get Yours“ – 3:44
16. „Dirrty“ (с Redman) – 4:58
17. „Stripped Pt. 2 – 0:45
18. „The Voice Within“ – 5:04
19. „I'm OK“ – 5:18
20. „Keep on Singin' My Song“ – 6:29

## Класации
| Класация                    | Сертификация | Продажби   |
| --------------------------- | ------------ | ---------- |
| САЩ                         | 4x Платинен  | 4 300 000  |
| Европа                      | 3x Платинен  | 3 000 000  |
| Аржентина                   | Платинен     | 40 000     |
| Австралия                   | 4x Платинен  | 280 000    |
| Австрия                     | Платинен     | 30 000     |
| Бразилия                    | Златен       | 50 000     |
| Канада                      | 3x Платинен  | 300 000    |
| Дания                       | Платинен     | 50 000     |
| Холандия                    | 3x Платинен  | 240 000    |
| Германия                    | Платинен     | 300 000    |
| Ейре                        | Платинен     | 15 000     |
| Мексико                     | Златен       | 75 000     |
| Нова Зеландия               | 2x Платинен  | 30 000     |
| Норвегия                    | Платинен     | 40 000     |
| Швеция                      | Платинен     | 60 000     |
| Швейцария                   | Платинен     | 40 000     |
| Обединено Кралство          | 5х Платинен  | 1 850 852  |
| Обединена Световна Класация | 5x Платинен  | 12 000 000 |